# Sporophila peruviana
El semillero peruano, espiguero pico de loro o espiguero pico grueso (Sporophila peruviana), es una especie de ave paseriforme de la familia Thraupidae perteneciente al numeroso género Sporophila. Es nativo del litoral pacífico del oeste de América del Sur.

## Distribución y hábitat
Se distribuye por la pendiente del Pacífico, desde el suroeste de Ecuador (Manabí) hasta el suroeste de Perú (norte de Arequipa).
Esta especie es considerada poco común a estacional y localmente común en sus hábitats naturales: los matorrales áridos y regiones cultivadas, desde el nivel del mar hasta los 1400 m de altitud en el sur de Ecuador, pero mayormente hasta los 800 m.

## Sistemática

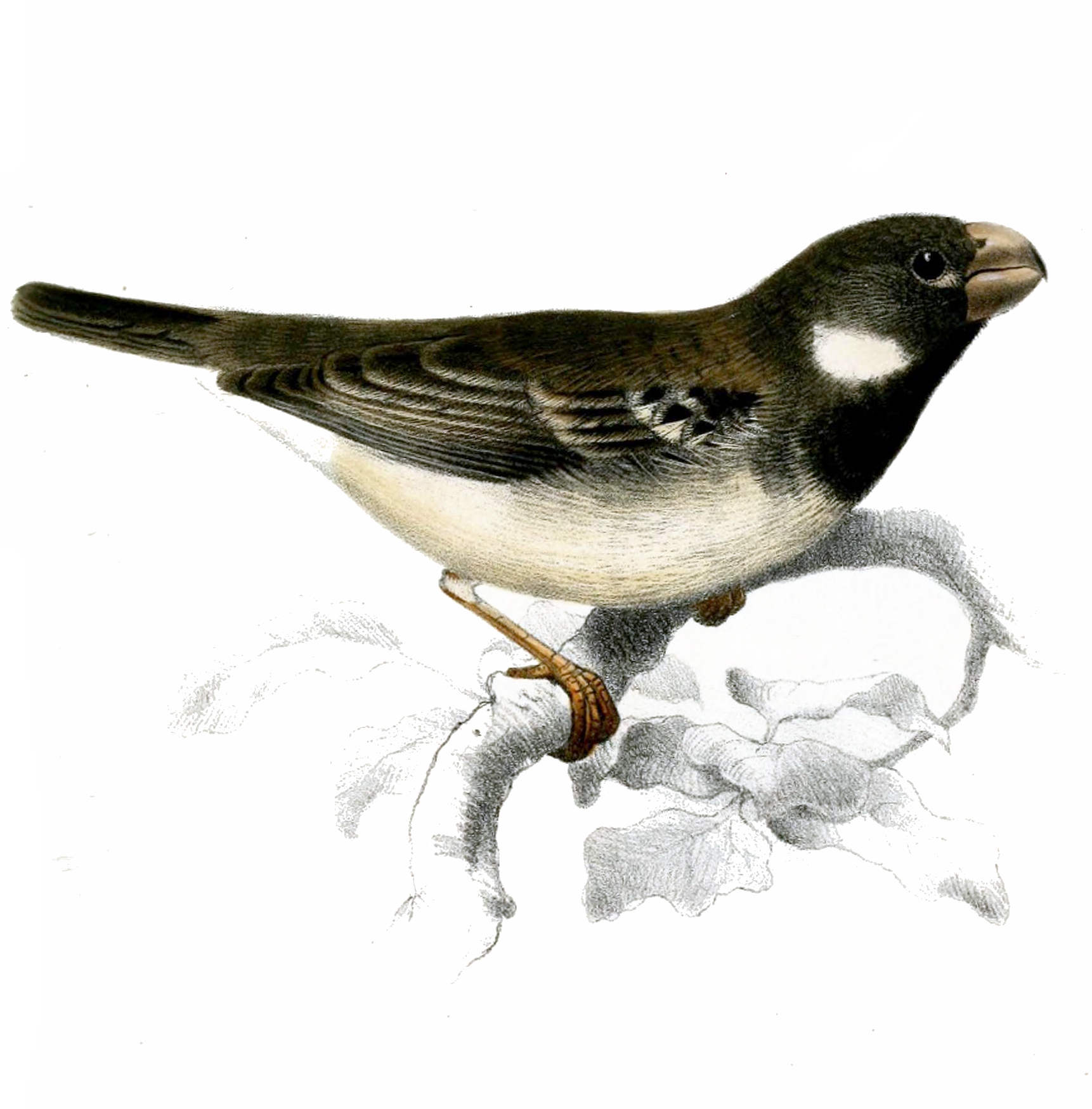
Neorhynchus maseus, enmendado para Neorhynchus nasesus, sinónimo de Sporophila peruviana, macho, ilustración de Smit en Proceedings of the Zoological Society of London, 1869.

### Descripción original
La especie S. peruviana fue descrita por primera vez por el ornitólogo francés René Primevère Lesson en 1842 bajo el nombre científico Callyrhynchus peruvianus; la localidad tipo es: «Callao, Perú».

### Etimología
El nombre genérico femenino Sporophila es una combinación de las palabras del griego «sporos»: semilla, y  «philos»: amante; y el nombre de la especie «peruviana» se refiere a la localidad tipo: Perú.

### Taxonomía
Los datos presentados por los amplios estudios filogenéticos recientes demostraron que la presente especie es hermana del par formado por Sporophila simplex y S. telasco, y que el  clado resultante es próximo de Sporophila leucoptera.
En el pasado fue colocada en un género monotípico Neorhynchus.

### Subespecies
Según las clasificaciones del Congreso Ornitológico Internacional (IOC) y Clements Checklist/eBird v.2019 se reconocen dos subespecies, con su correspondiente distribución geográfica:
- Sporophila peruviana devronis (J. Verreaux), 1852 – litoral árido del suroeste de Ecuador (Manabí) hasta el norte de Perú (Tumbes).
- Sporophila peruviana peruviana (Lesson), 1842 – litoral árido de Perú, desde La Libertad hasta Ica.